# 泰克卡德
泰克卡德（Thaikkad），是印度喀拉拉邦Thrissur县的一个城镇。总人口7749（2001年）。

## 人口
该地2001年总人口7749人，其中男性3629人，女性4120人；0—6岁人口792人，其中男421人，女371人；识字率86.01%，其中男性为86.19%，女性为85.85%。